# Joël Bourgeois
Pour les articles homonymes, voir Bourgeois.
Joël Bourgeois, né le 25 avril 1971 à Moncton, est un coureur de fond et de demi-fond canadien spécialisé en 3 000 mètres steeple. Il a remporté la médaille d'or du 3 000 mètres steeple aux Jeux panaméricains de 1999.

## Biographie
Fils de l'athlète Paul-Pierre Bourgeois, Joël suit les traces de son père et se spécialise d'abord en demi-fond. Il participe aux Jeux de l'Acadie et remporte la médaille d'or sur 3 000 mètres en 1984 en établissant un nouveau record des Jeux dans la catégorie 12/13 ans en 10 min 32 s 5,,,.
Sans entraîneur, il se spécialise par la suite de manière autodidacte dans l'épreuve du 3 000 mètres steeple. En 1990, il prend part aux championnats du monde juniors d'athlétisme à Plovdiv et se classe sixième en 8 min 51 s 80.
En 1994, il participe aux Jeux du Commonwealth à Victoria. Il atteint la finale et se classe sixième en 8 min 31 s 19.
Il remporte sa première médaille internationale 1995 lors de l'Universiade d'été de 1995 à Fukuoka. Il remporte l'argent en 8 min 28 s 44 derrière le Kényan Daniel Njenga.
En 1996, il décroche son ticket pour les Jeux olympiques à Atlanta. Il atteint les semi-finales où il court 8 min 31 s 45 et se classe seizième.
En 1997, il remporte son premier titre de champion canadien de 3 000 mètres steeple à Abbotsford.
Le 28 mai 1999, il établit son record personnel en 8 min 20 s 08 lors du Gran Premio Diputacion à Séville. En juillet, il participe à l'Universiade d'été à Palma de Majorque où il se pare de bronze. Deux semaines plus tard, il s'élance confiant aux Jeux panaméricains à Winnipeg. Lors de la finale, il effectue une course tactique et lance son attaque en fin de course pour s'emparer de la tête. Il s'impose en 8 min 35 s 03, battant de sept dixièmes l'Américain Francis O'Neill.
Il prend part à ses deuxièmes Jeux olympiques à Sydney mais rate les demi-finales pour trois secondes.
En août 2001, il prend part aux championnats du monde d'athlétisme à Edmonton et atteint pour la première fois la finale. Il se classe quatorzième en 8 min 36 s 38.
En 2002, il remporte son sixième titre d'affilée de champion canadien de 3 000 mètres steeple.
Lors des Jeux panaméricains de 2003 à Saint-Domingue, il se fait battre par le Vénézuélien Néstor Nieves et se pare d'argent. Il se diversifie en pratiquant la course de fond, notamment sur route et en cross-country. Il remporte le titre de champion canadien du 10 kilomètres en s'impostant à Fredericton.
Le 13 juin 2009, il remporte le titre de champion canadien de course en montagne en remportant le Canmore Challenge. Il est nommé porte-drapeau de l'équipe nationale lors des Jeux de la Francophonie à Beyrouth.
Le 26 février 2012, il remporte le pentathlon des neiges en battant entre autres Pierre-Olivier Boily et le champion sortant Charles Perreault.
En 2013, il décide de mettre sa carrière sportive au second plan et devenir entraîneur pour transmettre son expérience,. Il prend sous son aile notamment Geneviève Lalonde. En 2018, il devient entraîneur-chef du club d'athlétisme Rouge et Or de l'Université Laval.
Se diversifiant toujours plus dans sa pratique sportive, il s'essaie également à la course de raquette à neige et au trail. Le 31 janvier 2015, il participe aux championnats du monde de raquette à neige à Québec. Tandis que le Canadien Maxime Leboeuf et l'Espagnol Just Sociats luttent en tête pour la victoire, Joël assure sa place sur la troisième marche du podium. Le 19 septembre, il termine deuxième de l'Ultra-Trail Harricana du Canada 65k.

## Palmarès

### Piste
| Année | Compétition                             | Lieu              | Place | Épreuve         | Performance   |
| ----- | --------------------------------------- | ----------------- | ----- | --------------- | ------------- |
| 1994  | Jeux de la Francophonie                 | Bondoufle         | 5e    | 3 000 m steeple | 8 min 37 s 68 |
| 1994  | Jeux du Commonwealth                    | Victoria          | 6e    | 3 000 m steeple | 8 min 31 s 19 |
| 1995  | Universiade d'été                       | Fukuoka           | 2e    | 3 000 m steeple | 8 min 28 s 44 |
| 1996  | Penn Relays                             | Philadelphie      | 1er   | 3 000 m steeple | 8 min 26 s 69 |
| 1997  | Championnats canadiens d'athlétisme     | Abbotsford        | 1re   | 3 000 m steeple | 8 min 47 s 36 |
| 1998  | Championnats canadiens d'athlétisme     | Montréal          | 1er   | 3 000 m steeple | 8 min 54 s 85 |
| 1998  | Jeux du Commonwealth                    | Kuala Lumpur      | 4e    | 3 000 m steeple | 8 min 34 s 50 |
| 1999  | Championnats canadiens d'athlétisme     | Winnipeg          | 1er   | 3 000 m steeple | 8 min 32 s 41 |
| 1999  | Universiade d'été                       | Palma de Majorque | 3e    | 3 000 m steeple | 8 min 34 s 20 |
| 1999  | Jeux panaméricains                      | Winnipeg          | 1er   | 3 000 m steeple | 8 min 35 s 03 |
| 2000  | Championnats canadiens d'athlétisme     | Victoria          | 1er   | 3 000 m steeple | 8 min 38 s 53 |
| 2001  | Championnats canadiens d'athlétisme     | Edmonton          | 1er   | 3 000 m steeple | 8 min 44 s 93 |
| 2001  | Jeux de la Francophonie                 | Ottawa            | 4e    | 3 000 m steeple | 8 min 35 s 00 |
| 2001  | Championnats du monde d'athlétisme      | Edmonton          | 14e   | 3 000 m steeple | 8 min 36 s 38 |
| 2002  | Championnats canadiens d'athlétisme     | Edmonton          | 1er   | 3 000 m steeple | 8 min 55 s 87 |
| 2002  | Jeux du Commonwealth                    | Manchester        | 5e    | 3 000 m steeple | 8 min 33 s 98 |
| 2002  | Coupe du monde des nations d'athlétisme | Madrid            | 9e    | 3 000 m steeple | 8 min 56 s 13 |
| 2003  | Jeux panaméricains                      | Saint-Domingue    | 2e    | 3 000 m steeple | 8 min 36 s 78 |
| 2009  | Jeux de la Francophonie                 | Beyrouth          | 6e    | 3 000 m steeple | 9 min 1 s 47  |

### Route
| Année | Compétition                     | Lieu        | Place | Épreuve       | Performance    |
| ----- | ------------------------------- | ----------- | ----- | ------------- | -------------- |
| 2003  | Championnats canadiens de 10 km | Fredericton | 1er   | 10 kilomètres | 30 min 29 s    |
| 2006  | Vancouver Sun Run               | Vancouver   | 3e    | 10 kilomètres | 29 min 48 s    |
| 2012  | Demi-marathon de Québec         | Québec      | 3e    | Semi-marathon | 1 h 11 min 4 s |

### Trail
| no  | masculin          | Course                                       | Longueur | Départ            | Temps           |
| --- | ----------------- | -------------------------------------------- | -------- | ----------------- | --------------- |
| 1re | Médaille d'or     | Championnats canadiens de course en montagne | 12,9 km  | 13 juin 2009      | 51 min 54 s     |
| 2e  | Médaille d'argent | Ultra-Trail Harricana du Canada - 65K        | 62 km    | 19 septembre 2015 | 6 h 10 min 46 s |

### Raquette à neige
| no | masculin           | Course                                    | Longueur | Départ          | Temps       |
| -- | ------------------ | ----------------------------------------- | -------- | --------------- | ----------- |
| 3e | Médaille de bronze | Championnats du monde de raquette à neige | 10 km    | 31 janvier 2015 | 47 min 12 s |

## Records
| Épreuve              | Performance     | Date              | Lieu          |
| -------------------- | --------------- | ----------------- | ------------- |
| 1 500 mètres         | 3 min 45 s 54   | 30 mai 1999       | Motril        |
| 3 000 mètres         | 8 min 11 s 75   | 31 mai 2000       | Richmond      |
| 5 000 mètres         | 13 min 57 s 65  | 25 mai 2001       | Victoria      |
| 2 000 mètres steeple | 5 min 39 s 31   | 14 septembre 2002 | La Laguna     |
| 3 000 mètres steeple | 8 min 20 s 08   | 28 mai 1999       | Séville       |
| 5 kilomètres         | 14 min 12 s     | 26 octobre 2003   | Chula Vista   |
| 10 kilomètres        | 29 min 19 s     | 15 octobre 1995   | Richmond      |
| 15 kilomètres        | 49 min 26 s     | 24 avril 2010     | Grande-Digue  |
| Semi-marathon        | 1 h 5 min 41 s  | 24 octobre 2004   | Niagara Falls |
| 30 kilomètres        | 1 h 38 min 55 s | 25 mars 2007      | Hamilton      |
| Marathon             | 2 h 30 min 5 s  | 27 mai 2007       | Ottawa        |